# Nikolaas Tinbergen

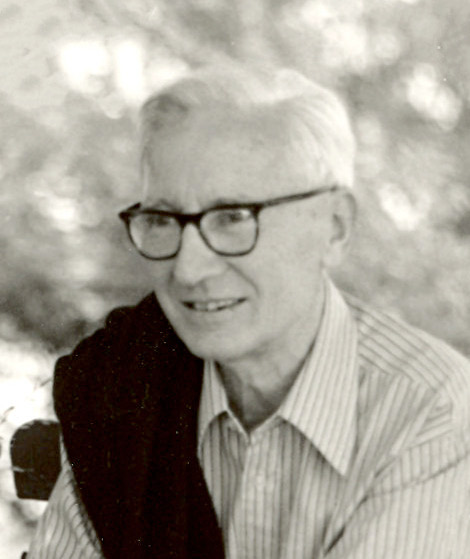
Nikolaas Tinbergen, 1978

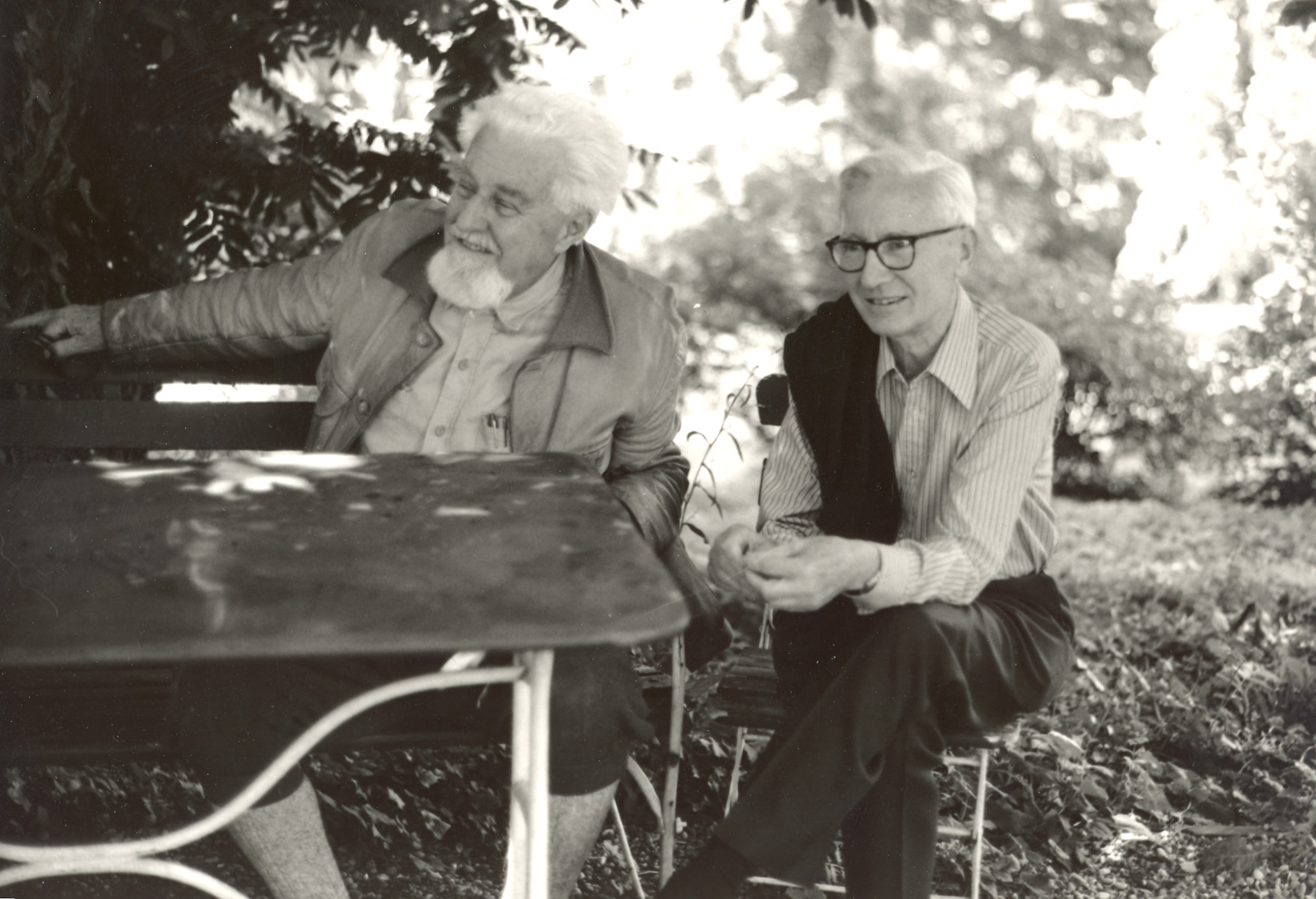
Nikolaas Tinbergen (r.) und Konrad Lorenz, 1978

Nikolaas Tinbergen (* 15. April 1907 in Den Haag; † 21. Dezember 1988 in Oxford) war ein niederländischer Zoologe und bedeutender Ethologe. Zwischen 1940 und 1949 war er Professor an der Universität Leiden, von 1949 bis 1974 an der University of Oxford. 1955 nahm er die britische Staatsbürgerschaft an.
Gemeinsam mit Patrick Bateson, Robert Hinde und William Thorpe trug Nikolaas Tinbergen nach dem Zweiten Weltkrieg maßgeblich dazu bei, das biologische Fachgebiet der Verhaltensforschung in Großbritannien zu etablieren. Zusammen mit Karl von Frisch und Konrad Lorenz wurde Tinbergen 1973 mit dem Nobelpreis für Physiologie oder Medizin ausgezeichnet.

## Leben
Nikolaas Tinbergen wurde zeitlebens von allen, die mit ihm persönlichen Umgang hatten, stets Niko genannt. Seine Eltern waren Dirk Cornelis Tinbergen (* 1874) und Jeanette van Eek (* 1877), 1902 hatten sie geheiratet. Die Stammlinie der Familie Tinbergen reicht zurück bis ins 15. Jahrhundert und ist abgeleitet von einem Landgut namens Engbergen nahe Doetinchem im östlichen Teil der Niederlande. Die Eltern von Nikolaas Tinbergen zeugten sechs Kinder, von denen eines allerdings kurz nach der Geburt starb: Jan (1903–1994); Jacomiena (genannt Mien, * 1905); der früh gestorbene Junge; Niko (1907–1988); Dik (* 1909) und Luuk (1915–1955).
Vater Dirk war Lehrer für Niederländisch an einem Gymnasium in Den Haag und ein anerkannter Experte für mittelalterliches Niederländisch. Er war Autor mehrerer Bücher, unter anderem einer viel genutzten Grammatik der niederländischen Sprache und einer kommentierten Ausgabe der niederländischen Version des Epos über Reineke Fuchs aus dem 13. Jahrhundert, Van den vos Reynaerde.
Die Mutter von Nikolaas Tinbergen stammte aus einer Lehrerfamilie und war ebenfalls ausgebildete Lehrerin. Nach ihrer Hochzeit gab sie ihren Beruf auf, unterrichtete aber zeitweise noch einige Privatschüler. Sie sprach fließend Deutsch, Französisch und Englisch.
Sowohl sein Vater als auch seine Mutter suchten, wann immer möglich, Entspannung durch lange Spaziergänge außerhalb Den Haags in der ungestörten Natur und hatten ab 1923 auch regelmäßig ein Ferienhaus bei Hulshorst gemietet. Sie besuchten mit ihren Kindern häufig Museen und weckten auf diese Weise sowohl bei Niko als auch bei seinem jüngsten Bruder Luuk das Interesse an der Naturkunde. Tinbergens Biograf Hans Kruuk beschreibt die Familie als für die Zeit vor dem Ersten Weltkrieg ungewöhnlich liberal: Die Kinder durften ihre Eltern mit „Du“ anreden, obwohl damals in den Niederlanden noch das förmliche „Sie“ auch gegenüber den Eltern üblich war. In seiner Autobiografie beschrieb Nikolaas Tinbergen seine Jugend so: „Wir waren eine wirklich glückliche Familie.“
Sein älterer Bruder Jan studierte Mathematik und wurde zum Wegbereiter der mathematischen Modellbildung und der Ökonometrie; 1969 wurde ihm der Alfred-Nobel-Gedächtnispreis für Wirtschaftswissenschaften zuerkannt. Seine Schwester Mien studierte Deutsch in Amsterdam, wurde Lehrerin und leitete später den sprachlichen Fachbereich einer großen Schule. Sein Bruder Dik studierte Ingenieurwissenschaften in Delft und beendet seine berufliche Laufbahn als Direktor der öffentlichen Energieversorgungsbetriebe von Den Haag. Der jüngste Bruder Luuk Tinbergen wurde 1949 Professor für Ökologie an der Reichsuniversität Groningen.

### Jugendzeit
Schon im Alter von fünf oder sechs Jahren hatte Nikolaas sich mehrere Aquarien im Garten seiner Eltern in der Haager Bentinck Straat 146 eingerichtet und besetzte sie mit Stichlingen, Molchen und Insekten. Die Schule langweilte ihn, er wirkte – modern gesprochen – hyperaktiv und betätigte sich außer mit seinen Aquarien am liebsten sportlich: Bis ins hohe Alter galt er als ausgezeichneter Eisläufer. Hockey spielte er ab seiner Schulzeit so erfolgreich, dass er später zeitweise der niederländischen Hockey-Nationalmannschaft angehörte. Im Stabhochsprung übertraf er bei einem Trainingssprung den niederländischen Landesrekord. Außerdem betätigte er sich in seiner Freizeit als Tierfotograf.
Ab 1920 besuchte Nikolaas Tinbergen das Gymnasium und bestand 1925 mit mäßigen Leistungen (außer im Sport) das Abitur. Während dieser Schulzeit schloss er sich dem Nederlandse Jeugdbond voor Natuurstudie (NJN) an, einer Art Pfadfinderbewegung für naturkundlich interessierte Jugendliche zwischen 12 und 25: An den Wochenenden und in den Ferien fuhr man über Land und beobachtete Vögel und andere wild lebende Tiere, fing Schmetterlinge und Käfer oder übte sich im Bestimmen von Pflanzen. Nikolaas Tinbergen schrieb im Alter von 16 Jahren seinen ersten Artikel für das Vereinsmagazin Amoeba (über die Venusmuschel Venus gallina), hielt später Vorträge bei Vereinssitzungen und wurde als Student schließlich Leiter des NJN-Bereichs für Den Haag, Rotterdam und Delft.
Nach Abschluss der Schulausbildung legten ihm seine Eltern wegen seiner gezeigten Interessen nahe, ein Biologiestudium zu beginnen. Dies lehnte Nikolaas Tinbergen allerdings ab, da er wusste, dass ein Biologiestudium damals vor allem aus Kursen in vergleichender Morphologie bestand, die Namen von Arten auswendig zu lernen waren (was ihn beides schon in der Schule gelangweilt hatte), Studien im Freiland aber völlig unüblich waren. Stattdessen überlegte er, Landwirt in Kanada zu werden oder eine Laufbahn als Sportler oder Fotograf einzuschlagen. Sein ehemaliger Biologielehrer schlug den verunsicherten Eltern daher vor, ihren Sohn für einige Zeit zur damals weltweit einzigartigen ornithologischen Feldforschungsstation, der Vogelwarte Rossitten auf der Kurischen Nehrung zu schicken.
Ab August 1925 war Nikolaas Tinbergen dann tatsächlich in Rossitten (heute: Rybatschi) zwei Monate lang zu Gast bei Johannes Thienemann, dem Initiator der Vogelberingung. Er war beeindruckt von den großen Wanderdünen, beschäftigte sich vor allem mit dem Fotografieren von Wildvögeln und war besonders stolz auf einige gelungene Bilder von Elchbullen, hatte aber kaum Kontakt mit Thienemann und schied von diesem in Unfrieden, da er dem Professor einige seiner besten Fotografien überlassen musste. Gleichwohl prägte ihn der Aufenthalt im damaligen Ostpreußen für den Rest seines Lebens: Zurück in den Niederlanden, begann er noch im November 1925 in Leiden mit dem Biologiestudium.

### Studium
Als Biologiestudent musste man sich in den 1920er-Jahren an der Universität Leiden vor allem mit vergleichender Anatomie und vergleichender Morphologie beschäftigen, also mit der Analyse von Verwandtschaftsbeziehungen zwischen den Lebewesen. Dies geschah zum einen vor dem Hintergrund der Evolutionslehre von Charles Darwin, deren Konsequenzen seit der Jahrhundertwende an den Hochschulen Fuß gefasst hatten. Zum anderen wurden beide Fächer im Leidener Zoologischen Institut auch für die Medizinstudenten unterrichtet, und 100 Medizin-Studienanfängern standen 1925 nur neun Biologie-Erstsemesterstudenten gegenüber. Das Fach Tierphysiologie gab es noch nicht, es fand erst 1926 Eingang in den Lehrplan der Leidener Biologen, und eine Professur für Ökologie existierte damals noch nirgendwo in den Niederlanden. Die erste genaue Studie zum Verhalten von Vögeln wurde in den Niederlanden erst 1930 durch Jan Verwey über Fischreiher publiziert.
Nikolaas Tinbergen beschrieb sein Grundstudium später so: „Ich begann mein Studium in Leiden in der Spätzeit der engstirnigsten, bloß nach Homologien ‚jagenden‘ Phase der vergleichenden Anatomie, die von alten Professoren unterrichtet wurde.“ Neben dem universitären Pflichtprogramm beschäftigte er sich daher in der Freizeit weiterhin mit privaten Tierbeobachtungen, nun auch in einer kleinen Gruppe, die sich Club von Haagse Trekwaarnemers („Club der Haager Vogelzugbeobachter“) nannte. Ihr besonderes Augenmerk richtete sich auf eine kleine Kolonie der Silbermöwen, die in den 1920er-Jahren in den Dünen nahe Den Haag im Entstehen war – seine späteren akademischen Studien zum Verhalten von Möwen nahmen hier ihren Anfang, und noch im hohen Alter dokumentierte Tinbergen die Vogelwelt britischer Dünenlandschaften fotografisch.
1930 beendete Nikolaas Tinbergen sein Biologiestudium und wurde Assistent im Zoologischen Institut der Universität Leiden. Da ornithologische Feldstudien an den Hochschulen noch primär als Amateurvergnügen galten, verfasste er eine 29 (!) Seiten umfassende Doktorarbeit über das Verhalten und das Lernvermögen des Bienenwolfes in der Nähe seines Nests. Mit diesen Tieren hatte er sich bereits in einem früheren studentischen Projekt beschäftigt, da er sie von seinen diversen Ferienaufenthalten bei Hulshorst kannte; auch seine Doktorarbeit entstand nahe der elterlichen Ferienwohnung in den Binnendünen von Hulshorst. Feldstudien an Insekten stießen beim Leiter des Zoologischen Instituts auf Wohlwollen, weil Karl von Frisch in den 1920er-Jahren erste Ergebnisse zum Bienentanz veröffentlicht hatte.
Am 12. April 1932 wurde Nikolaas Tinbergen zum Doktor der Philosophie promoviert. Zwei Tage später heiratete er in der Stadthalle von Utrecht die Chemiestudentin Elisabeth Amélie Rutten (genannt Lies), die er 1929 im Nederlandse Jeugdbond voor Natuurstudie kennengelernt hatte und mit der er bis zu seinem Tod zusammen blieb. In seinen letzten Lebensjahren veröffentlichte er mit ihr sogar gemeinsame Studien zum frühkindlichen Autismus. Ihre „Hochzeitsreise“ führte sie nach Grönland. Sie dauerte von Juli 1932 bis September 1933 – es war keine Privatreise, sondern eine sechsköpfige wissenschaftliche Expedition im Rahmen des Internationalen Polarjahres 1932–33, an der neben Nikolaas und Lies Tinbergen noch vier niederländische Meteorologen teilnahmen. Ein Kollege aus dem Club der Haager Vogelzugbeobachter hatte die Teilnahme des jungen Ehepaars eingefädelt.

### Ein Jahr in Grönland
Grönland war Anfang der 1930er-Jahre noch weitgehend frei von den kulturellen und technischen Einflüssen der Industrieländer. Im Südosten, in der Nähe von Angmassalik (heute: Tassiusaq), wo das Ehepaar Tinbergen die meiste Zeit zubrachte, lebten Inuit in kleinen Siedlungen und in traditioneller Subsistenzwirtschaft. Als Jäger stellten sie Robben, Eisbären, Walen und Fischen nach, ihr Fortbewegungsmittel waren Hundeschlitten und Kajaks. Das Paar wohnte das Winterhalbjahr über bei Kârale Andreassen, einem Nachfahren einer Schamanen-Dynastie, der ihnen das Jagen beibrachte und sie in die Kultur und die Sprache der Inuit einführte. Nikolaas Tinbergen dokumentierte diese Lebensweise schriftlich und fotografisch, und er publizierte sie 1934 in den Niederlanden in seinem ersten Buch Eskimoland. Außerdem erwarb er eine umfangreiche Sammlung von Inuit-Hausrat, unter anderem Kleidung und Werkzeuge, aber auch Schnitzereien und Zeichnungen. Später erwies sich dieser ethnografische Teil der Expedition als besonders wertvoll, weil die traditionelle Kultur der Inuit schon wenige Jahre später „verwestlicht“ wurde.
Der biologische Ertrag der Expedition fiel hingegen relativ bescheiden aus. Nikolaas Tinbergen verbrachte das Winterhalbjahr zwar auch mit Beobachtungen zum Sozialverhalten und zur Rangordnung von Schlittenhunden; seine Notizen wurden allerdings nie publiziert. Veröffentlicht wurden hingegen seine eingehenden Beobachtungen zum Reproduktions- und Territorialverhalten der Schneeammer im Frühjahr nach deren Rückkehr aus den Überwinterungsgebieten sowie eine Studie über das Odinshühnchen.
Tinbergens Biograf Hans Kruuk stellt als Hauptertrag der Grönlandreise allerdings nicht die Publikationen heraus. Vielmehr sieht er den langfristigen Nutzen darin, dass Nikolaas Tinbergen von da an die Tierwelt anders wahrnahm als zuvor. Er habe bei den Inuit eine völlig andere Umgangsweise mit Tieren kennen gelernt, als sie sonst in Europa praktiziert wurde: Die Inuit erblickten in einem Tier keine größeren Besonderheiten als in einem Stein oder in einer Pflanze. Tiere wurden zwar mit Respekt behandelt, ihnen wurden aber keine Gefühle wie dem Menschen zugeschrieben; sie wurden vielmehr als Objekte behandelt – als hochkomplexe Objekte, aber als Objekte, wie andernorts Pflanzen eingestuft wurden. „Sehr wahrscheinlich wäre seine gesamte wissenschaftliche Betrachtungsweise des Tierverhaltens weniger mechanistisch und stärker subjektiv und sentimental gewesen“, schreibt Kruuk, wenn Tinbergen den Umgang der Inuit mit Tieren im Sinne von „Verhaltensmaschinen“ nicht erlebt hätte.

### Ethologe in Leiden
Die Rückkehr des Ehepaars Tinbergen im September 1933 fand in den Niederlanden einige öffentliche Beachtung, da es in den Medien auch zuvor bereits Berichte über die Expedition nach Grönland gegeben hatte. Nikolaas Tinbergen schrieb zudem, wie in all den Jahren zuvor, über seine Erlebnisse diverse Artikel in populärwissenschaftlichen Zeitschriften wie De Levende Natuur und Amoeba. Er nahm seine Arbeit als Assistent im Institut für Zoologie wieder auf und lehrte vergleichende Anatomie. Ferner wurde er beauftragt, ein neuartiges Praktikum für Experimente mit dem Verhalten ausgewählter Tiere zu konzipieren und die begleitende Vorlesung zu halten. Er nahm in dieser Zeit Kontakt zu Johan Bierens de Haan auf und stieß auf die ersten Publikationen eines jungen österreichischen Privatgelehrten namens Konrad Lorenz über Dohlen. Zugleich setzte er seine Verhaltensbeobachtungen in der Silbermöwen-Kolonie bei Den Haag fort, an der ab 1934 auch Gerard Baerends teilnahm. Die Erforschung des Bienenwolf-Verhaltens im Gebiet von Hulshorst wurde ebenfalls wieder aufgenommen, auch dies als Teil des von ihm konzipierten, sechswöchigen Blockpraktikums zur Verhaltensbiologie. Drittes Modelltier im Ausbildungsplan der Leidener Biologiestudenten wurden die ihm seit früher Kindheit bekannten Dreistachligen Stichlinge: Die Ergebnisse dieser Verhaltensbeobachtungen an Stichlingen dienten später über Jahrzehnte hinweg auch als Unterrichtsstoff in den Mittelstufen der weiterführenden Schulen.
Als Tinbergen 1936 dank eines inzwischen regelmäßigen Briefwechsels mit Konrad Lorenz erfuhr, dass dieser eine private Reise nach Belgien plante, überredete Tinbergen seinen Institutsdirektor, Lorenz zu einem Symposium über das Thema „Instinkte“ nach Leiden einzuladen. Dieser Workshop fand am 28. November 1936 statt und behandelte insbesondere die im Vorjahr von Lorenz verfasste Studie zum Kumpan in der Umwelt des Vogels, die bereits unmittelbar nach ihrer Veröffentlichung auch zur Grundlage für die Deutung beobachtbaren Verhaltens in Leiden geworden war. Dieses Treffen war der Beginn einer lebenslangen Freundschaft beider Forscher und führte im folgenden Jahr zu einigen gemeinsamen Forschungsprojekten. Tinbergen war von Frühjahr bis Herbst 1937 zu Gast bei Lorenz in Altenberg bei Wien. Gemeinsam analysierten sie das Phänomen der Prägung bei Gänseküken und verfassten eine Jahrzehnte später noch aktuelle und als Material für den Schulunterricht dienende Studie zur Eirollbewegung der Graugans. Konrad Lorenz beschrieb die Zusammenarbeit später so: „Dieser Sommer mit Niko Tinbergen war der allerschönste meines Lebens.“
Auf dem Weg zurück von Österreich nach Leiden besuchte Tinbergen in München Karl von Frisch, nahm kurz darauf seine Arbeit wieder auf und erhielt von seinem Institutsdirektor schon im folgenden Jahr erneut die Erlaubnis zu einem längeren Auslandsaufenthalt. Von Juli bis Oktober 1938 hielt er Vorträge in den USA, u. a. an der Cornell University, besuchte Robert Yerkes in Florida und wohnte in New York einige Zeit bei Ernst Mayr, der, wie Tinbergen in einem Brief erwähnte, entscheidenden Einfluss auf sein Interesse an Evolution und Ökologie hatte. Unter dem Eindruck der stets mit statistisch abgesicherten Befunden argumentierenden US-amerikanischen Forscher schuf Tinbergen mit der 1942 veröffentlichte Arbeit An objectivistic study of the innate behaviour of animals die Grundlage der im Entstehen begriffenen Ethologie.
Die wachsende Beliebtheit seiner Vorlesungen und Praktika, der Zulauf an Studenten zu seinen Feldforschungsprojekten und die vielen internationalen Kontakte führten schließlich dazu, dass Nikolaas Tinbergen am 24. Januar 1940, im Alter von 32 Jahren, nach einer öffentlichen Vorlesung in das Amt eines Professors für experimentelle Zoologie der Universität Leiden eingeführt wurde.

### Als Geisel hinter Stacheldraht
Wenige Wochen nach Tinbergens Einführung in das Amt eines Professors wurden die Niederlande am 10. Mai 1940 von deutschen Truppen besetzt. Eine mit den Besatzungstruppen kollaborierende Regierung wurde eingesetzt. Die Verfolgung der niederländischen Juden hatte zur Folge, dass sie auch an den Universitäten ihrer Ämter enthoben wurden. Gleichzeitig wuchs in den Niederlanden der Widerstand gegen die deutschen Besatzer: Untergrundkämpfer erschossen deutsche Soldaten, Militärzüge wurden in die Luft gejagt, Personenstandsregister wurden verbrannt. Ab Anfang Mai 1942 richteten die Besatzer daher Gefangenenlager ein, in denen Hunderte niederländische Intellektuelle als Geiseln verwahrt wurden, mit der Androhung, im Falle weiterer antideutscher Attentate hingerichtet zu werden.
Nikolaas Tinbergen hat die politische Atmosphäre des Jahres 1942 später in einem Brief beschrieben:

„Unsere Universität war zufällig die erste, mit der die Deutschen als Ganzes fertig werden wollten, und sie war die erste, die sich weigerte, zu kapitulieren. Die Deutschen wollten unseren Lehrkörper von Juden und Nazi-Gegnern ‚reinigen‘ und warfen erst einen Professor, dann einen weiteren heraus, Schritt für Schritt, mit völlig irrelevanten Begründungen. Bald sahen wir keinen anderen Ausweg mehr als dadurch Widerstand zu leisten, dass wir uns weigerten, im Dienst der von Deutschen kontrollierten Regierung zu verbleiben, und kurz nachdem die Universität von den Deutschen wegen antideutscher ‚Unregelmäßigkeiten‘ geschlossen worden war, legten sechzig unserer Professoren, darunter ich, ihre Ämter nieder. Dies war gleichzeitig unser Protest und unsere Möglichkeit, die Deutschen daran zu hindern, die Universität zu nazifizieren.“

Für Nikolaas Tinbergen und viele seiner Kollegen hatte dieser mutige Schritt unmittelbare Folgen, denn er wurde am 9. September 1942 in Hulshorst verhaftet und im Geisellager Beekvliet (Sint-Michielsgestel) eingesperrt. Die Gefangenen im Geisellager Beekvliet waren sich weitgehend selbst überlassen und lebten unter annehmbaren hygienischen Verhältnissen; auch die Versorgung mit Lebensmitteln war akzeptabel. Die Internierten – darunter viele Professoren, prominente Politiker und Künstler – organisierten Vortragsreihen, Musikveranstaltungen und diskutierten intensiv die Zukunft ihres Landes nach der erhofften Befreiung von den deutschen Besatzern. Auch Nikolaas Tinbergen hielt verhaltensbiologische Vorlesungen und nutzte die Zeit zum Verfassen einer Einführung in die Tiersoziologie, die 1946 auf Niederländisch erschien. Für seine Kinder zeichnete er ein Bilderbuch, das 1952 in englischer Übersetzung erschien (The tale of John Stickle), eine Geschichte über einen Jungen und seine Stichlinge. Am 5. September 1944 wurde das Geisellager Beekvliet aufgelöst. Tinbergen und andere Geiseln wurden nach Vught ins KZ Herzogenbusch verbracht. Sechs Tage später, am 11. September, nachdem die deutschen Wachen angesichts der vorrückenden alliierten Truppen geflüchtet waren, kam er wieder frei.
Nach seiner Befreiung aus dem Geisellager wohnte Tinbergen mit seiner Familie zunächst in Hulshorst, da die Lebensmittelversorgung in Leiden zu schlecht war. Unter Lebensgefahr vervielfältigte er dort mit seiner Schreibmaschine Mitteilungen an niederländische Untergrundgruppen, die über BBC kodiert verbreitet wurden. Hulshorst wurde erst im April 1945 durch kanadische Truppen befreit.

### Die ersten Nachkriegsjahre
Unmittelbar nach Kriegsende übernahm die Universität Zürich eine Patenschaft für den Wiederaufbau der teilweise zerstörten und geplünderten Universität Leiden, so dass der Lehrbetrieb dort allmählich wieder anlief. Infolge der mehrjährigen Schließung der Universität Leiden warteten Anfang 1946 allein rund 700 Medizinstudenten auf einen Platz in den Kursen für vergleichende Morphologie – alle überlebenden Hochschullehrer hatten daher ein gewaltiges Pensum an Arbeit zu erledigen. Auch galt es, nach der langen Zeit der Internierung wieder ins Gespräch mit ausländischen Fachkollegen zu kommen. Die bis in die ersten Kriegsjahre aufrechterhaltenen Kontakte zu den deutschen Kollegen waren abgerissen und wurden von Nikolaas Tinbergen zunächst nicht wieder aufgenommen. Stattdessen bemühte er sich, seine Vorkriegsverbindungen zu britischen und US-Kollegen zu intensivieren.
So besuchte er im Februar 1946 auf Einladung des Ökologen David Lack erstmals Oxford und lernte dort auch den Begründer der modernen Tierökologie, Charles Elton, kennen. In Cambridge machte er die Bekanntschaft von William Thorpe, und im Spätherbst 1946 folgte eine dreimonatige Vortragsreise durch die USA und Kanada, die Ernst Mayr organisiert hatte. Die Englandreise und die Vorbereitung auf den US-Aufenthalt führten Tinbergen vor Augen, dass sein Fach, die Ethologie, aufgrund der Kriegsereignisse kaum noch Publikationsmöglichkeiten hatte. Die zuvor international führende ethologische Fachzeitschrift, die von Otto Köhler und Konrad Lorenz herausgegebene Zeitschrift für Tierpsychologie, hatte ihr Erscheinen eingestellt, was Tinbergen dazu veranlasste, ein neues Medium zu initiieren. Der in Leiden ansässige Brill-Verlag übernahm die Herstellung und bewarb bereits ab 1946 die 1948 erstmals angebotene – und noch immer bestehende – internationale Zeitschrift für Verhaltensforschung namens Behaviour, die sich später rasch zu einer der drei großen ethologischen Fachzeitschriften entwickelte. Als Mitherausgeber gewann Tinbergen u. a. Heini Hediger (Basel), William Thorpe (Cambridge) und Otto Koehler (Baden); ab 1949 übernahm Gerard Baerends die Funktion des geschäftsführenden Herausgebers.
1946 erhielt Tinbergen, der zwar Professor, aber nicht Inhaber eines Lehrstuhls war und daher den Weisungen des Lehrstuhlinhabers unterlag, das Angebot für einen Lehrstuhl für Zoologie an der Reichsuniversität Groningen. Er lehnte ab und sorgte stattdessen dafür, dass sein ehemaliger Doktorand, Gerard Baerends, nach Groningen berufen wurde; Baerends war nach Tinbergen erst der zweite Forscher in den Niederlanden gewesen, der seinen Doktorgrad durch verhaltensbiologische Freilandstudien erworben hatte. Der Abwerbeversuch sowie ein kurz darauf aus Kairo eingehendes Angebot für einen Lehrstuhl veranlasste die Universität Leiden dann aber dazu, ihn ab Januar 1947 auf einen Lehrstuhl für experimentelle Zoologie zu berufen: Nikolaas Tinbergen hatte die Spitze der akademischen Leiter erklommen.
Bereits im Sommer 1946 hatte Tinbergen zusammen mit 16 Studenten bei Hulshorst mit neuartigen Feldstudien zur Kreiselwespe begonnen, und auch die Beobachtung der Silbermöwen wurde wieder aufgenommen, teils in der Nähe von Leiden, zusätzlich aber erstmals auch auf Terschelling. In dieser Zeit entstanden erneut zwei Studien, die in die Schulbücher eingingen: Die eine zeigte beim Austernfischer und bei der Lachmöwe, dass beide übernormal große Eier ins Nest rollen, wenn ihnen diese im Wahlversuch zusammen mit eigenen, normal großen Eiern dargeboten werden. Die andere deutete den roten Fleck am Schnabel der Silbermöwen als Schlüsselreiz für das Auslösen des Bettelns der Nestlinge.
Tinbergens Besuche in England, Kanada und in den USA führten dazu, dass er nun vermehrt auf Englisch publizierte statt, wie zuvor, vor allem auf Deutsch. Auch sein ethologisches Lehrbuch, das er 1947/48 verfasste, sollte daher in einem englischen Verlag erscheinen; es erhielt den Titel The Study of Instinct. Sein wissenschaftlicher Ideenreichtum und seine packenden Vorlesungen während der Auslandsaufenthalte veranlassten 1948 überdies seine Kollegen in Oxford, sich für ihn um eine Anstellung an ihrer Universität zu bemühen. Das Angebot fiel schließlich nicht besonders großzügig aus: Ihm wurde die Stelle eines demonstrators angeboten, eine Position am untersten Ende der akademischen Leiter, verbunden mit dem Versprechen, ihm baldmöglichst die nächsthöhere Position des lecturers zu geben.
Gemessen an seiner Position in Leiden war dies ein erheblicher finanzieller und sozialer Abstieg, den Nikolaas Tinbergen aber in Kauf nahm: Ihm war es inzwischen wichtiger, sein Fachgebiet im angloamerikanischen Sprachraum zu etablieren, als seine „ethologische Schule“ in Leiden weiter auszubauen. Diese Aufgabe übernahm alsbald Gerard Baerends, und die Familie Tinbergen siedelte im März 1949 nach Oxford über – für immer. 1985 beschrieb Tinbergen seine Motive für diesen Ortswechsel so: „Für meine künftige Rolle als ein Mitbegründer der aufstrebenden Wissenschaft von der Ethologie war es, so fühlte ich, unabdingbar, dass ich mich als potentiellen Exporteur lorenzscher – im Wesentlichen österreichischer, holländischer und schweizerischer – Ideen in die englischsprachige Welt begriff.“

### Forscher in Oxford
Bereits nach knapp einem Jahr hatte Nikolaas Tinbergen auch in Oxford eine Arbeitsgruppe aus engagierten Doktoranden aufgebaut. Wie zuvor in den Niederlanden, wurde das Verhalten von Stichlingen und Möwen erforscht, ferner das von Hummeln und Krallenfröschen, und der spätere Konstanzer Hochschullehrer Juan Delius untersuchte im Dünengebiet von Ravenglass (Cumberland) das Verhalten der Feldlerche. 1952 organisierte seine Arbeitsgruppe die 1. Internationale Ethologische Konferenz in Oxford. Neben seinen Routinearbeiten als Hochschullehrer begann Tinbergen nun auch, das Verhalten vieler Tierarten in Filmen zu dokumentieren, er schrieb weiterhin Artikel für populärwissenschaftliche Zeitschriften, veröffentlichte mehrere Bücher und hielt Kontakt zu seinen Kollegen in den USA. Eigene Forschungsprojekte begann er aber nicht mehr, dies oblag nun seinen Doktoranden und Postdocs. Ein Angebot der Max-Planck-Gesellschaft, die Nachfolge des verstorbenen Ornithologen Gustav Kramer im Max-Planck-Institut für Verhaltensphysiologie anzutreten, lehnte er 1955 ab aus Rücksicht auf seine Familie, der er einen neuerlichen Umzug ersparen wollte.
Eine Folge der Kooperation mit seinen angloamerikanischen Kollegen war, dass sich Tinbergens Arbeitsgruppe allmählich von der Suche nach Auslösern für die inneren Antriebe der Tiere löste und sich stärker ökologischen und evolutionsbiologischen Fragestellungen zuwandte. So formulierte er 1963 – in einer Schrift zu Ehren des 60. Geburtstages von Konrad Lorenz – sein Konzept der vier Grundfragen der biologischen Forschung. Stets müsse man sich in der Verhaltensforschung vier Fragen stellen:
- die Frage nach den unmittelbaren Ursachen für ein Verhalten
- die Frage nach dem unmittelbaren Nutzen des Verhaltens für das Individuum
- die Frage nach dem Entstehen des Verhaltens im Verlauf der Stammesgeschichte
- die Frage nach dem Entstehen des Verhaltens im Verlauf der Individualentwicklung.

In diesen Überlegungen wurzelte später das neu entstehende Forschungsgebiet der Verhaltensökologie. Sein Engagement für die Ethologie wurde schließlich auch von der Universitätsleitung anerkannt: Hatte er es zuvor auf der hierarchischen Stufenleiter erst zum senior lecturer gebracht, wurde er 1966 zum Ordinarius für Tierverhalten im Zoologischen Institut der Universität Oxford berufen, was er bis zu seiner Emeritierung im Jahr 1974 blieb.
Zwischen 1964 und 1969 unterstützte Nikolaas Tinbergen das von Bernhard Grzimek initiierte Serengeti Research Institute, das entscheidend zur Einrichtung eines großen Naturschutzgebiets im Umfeld des Ngorongoro beitrug. Eigene Feldforschung führte er aber auch dort nicht durch, er konzentrierte sich vielmehr auf das seit der Jugendzeit gepflegte Hobby, die Tierfotografie. Mitte der 1960er-Jahre erarbeitete er für die BBC über zwei Brutperioden hinweg einen Dokumentarfilm über das Verhalten von Vögeln, Signals for survival, der 1968 ausgestrahlt und 1969 mit dem Prix Italia ausgezeichnet wurde; unter dem gleichen Titel erschien auch ein Fotoband.
Ende der 1960er-Jahre wandte sich Nikolaas Tinbergen zunehmend humanbiologischen Fragestellungen zu. Schon seine Antrittsvorlesung als Lehrstuhlinhaber hatte er 1966 dem Thema Krieg und Frieden bei Tieren und dem Menschen gewidmet; diese Parallelsetzung von Tier und Mensch stieß aber – vor allem in den USA – auf heftige Kritik. Ab 1970 begann er, gemeinsam mit seiner Ehefrau Lies, eine jahrelange Studie zum frühkindlichen Autismus, in deren Verlauf sie das Verhalten autistischer und nicht autistischer Kinder verglichen. Sie knüpften hierbei an frühere Publikationen von Martha Welch an, die Autismus auf eine gestörte Bindung zwischen Mutter und Kind zurückgeführt hatte. Ganz ähnlich argumentierten nun die Tinbergens: In Analogie zu einer misslungenen Prägung bei Jungvögeln glaubten sie in allen von ihnen analysierten Fällen das Scheitern der Kontaktanbahnung der Eltern zu ihren Kindern nachweisen zu können. Als Allheilmittel empfahlen sie, die fehlende Bindung zwischen Mutter und Kind wiederherzustellen. Ihre Fallberichte wurden allerdings von vielen Psychologen als bloß anekdotisch und daher wissenschaftlich wertlos zurückgewiesen.
Krönung und zugleich fast Endpunkt der Laufbahn von Nikolaas Tinbergen war am 12. Dezember 1973 die Verleihung des Nobelpreises in Stockholm. Am 30. September 1974 wurde er emeritiert.
Der Festvortrag von Nikolaas Tinbergen aus Anlass der Nobelpreisverleihung führte zum einzigen Skandal seiner Karriere: Statt ein Thema aus seiner wissenschaftlichen Laufbahn aufzugreifen, überraschte er die Festgemeinde mit einer begeisterten Beschreibung der Alexander-Technik, was bei vielen Zuhörern auf Unverständnis stieß. In der ersten Hälfte seiner Rede referierte Tinbergen über sein Alterswerk, über die gemeinsam mit seiner Frau veröffentlichten Studien zum frühkindlichen Autismus – ein Krankheitsbild, das er mit ethologischen Methoden zu analysieren versucht hatte und als dessen Ursache er vor allem ein gestörtes Verhalten der Mütter ausgemacht hatte. Auch diese Aussagen stießen auf heftige Kritik der Fachleute.

### Nikolaas Tinbergen privat
Nikolaas Tinbergen hatte seine künftige Frau Lies Anfang 1929 beim Schlittschuhlaufen kennengelernt. Kurz nach ihrer Hochzeit im Frühjahr 1932 beendete Lies ihr Chemiestudium, verzichtete danach aber auf jede Berufstätigkeit außerhalb der Familie. Nach ihrem gemeinsamen Grönlandaufenthalt mieteten sie sich im November 1933 ein Haus in der Leidener Meloenstraat 5. Ein Jahr später, im Dezember 1934, wurde ihr erster Sohn geboren. Vier weitere Kinder folgten: im August 1937 eine Tochter, im November 1939 der zweite Sohn, im Oktober 1945 die zweite Tochter und im Frühjahr 1950 schließlich der dritte Sohn.
Der älteste Sohn studierte später in Cambridge Physik, verbrachte zwei Jahre in der Antarktis, erwarb einen Doktorgrad für Astronomie in Leiden und arbeitete schließlich bei ASTRON, der Netherlands Foundation for Research in Astronomy (NFRA) als Experte für das MID-Infrared instrument for ESO's Very Large Telescope Interferometer (VLTI) des Paranal-Observatoriums. Die älteste Tochter wanderte 1960 nach Kanada aus, unterrichtete dort zunächst Französisch und wurde schließlich Töpferin. Der zweite Sohn studierte anfangs Musik und dann in Cambridge Biologie und wurde Lehrer an einer englischen Schule. Die beiden jüngsten Kinder studierten Musik in Glasgow.
Der Tinbergen-Biograf Hans Kruuk beschreibt die Jahre zwischen 1945 und 1955 als die mit Abstand produktivsten in Tinbergens Leben. Danach hatte er zunehmend gesundheitliche Probleme. Er litt unter Schlafstörungen und so stark unter Magengeschwüren, dass ihm 1958 große Teile von Magen und Zwölffingerdarm entfernt wurden. Außerdem traten ab 1960 zunehmend längere Phasen depressiver Störungen auf, die ihn in milderer Form schon seit Kriegsende, seit seiner Freilassung aus der Geiselhaft, geplagt hatten; 1955 hatte sein Bruder Luuk Tinbergen als Folge von Depressionen Suizid begangen. Die depressiven Phasen dauerten gelegentlich wochenlang an und machten ihn dann völlig arbeitsunfähig; zeitweise musste er sich wegen akuter Selbsttötungsgefahr unter ärztliche Aufsicht stellen. Nach seiner Pensionierung verschlimmerte sich die Situation abermals, nach 1983 verschwanden die Depressionen jedoch völlig: Dies war die positive Folge mehrerer Schlaganfälle, die ihn binnen kurzem trafen, von denen er sich aber wieder weitgehend erholte.
In England zuhause gefühlt hat sich Tinbergen nie. 1985 schrieb er: „Wie viele Emigranten haben wir uns zwischen zwei Stühle gesetzt“, da er auch die Niederlande nicht mehr als seine Heimat empfinden könne.
Nach Tinbergens Tod im Dezember 1988 wurde sein Leichnam auf seinen ausdrücklichen Wunsch als Körperspende für medizinische Studien zur Verfügung gestellt. Gleichfalls festgelegt hatte er, dass keine Trauerfeier stattfinden sollte. Stattdessen fand zu seinen Ehren im Frühjahr 1990 in Anwesenheit seiner Familienangehörigen in Oxford eine große Tinbergen-Vermächtnis Konferenz mit 120 ehemaligen Studenten und Kollegen statt. Seine Frau Lies hat diese Ehrung nicht mehr miterlebt, sie war im März 1990 in einem Krankenhaus in Leicester gestorben; auch sie übergab ihren Körper der Wissenschaft.

## Wissenschaftliche Bedeutung

### Lebensleistung
Nikolaas Tinbergen gilt zusammen mit Konrad Lorenz als einer der beiden Begründer der klassischen vergleichenden Verhaltensforschung, die von beiden – in Anlehnung an Ernst Haeckel – bereits seit 1937 für den internationalen Gebrauch als Ethologie bezeichnet wurde. Noch bis Ende der 1940er-Jahre wurde sie im deutschen Sprachraum aber auch noch Tierpsychologie genannt. Als besonderen Erfolg seiner Arbeit empfand Tinbergen, dass es ihm gelungen sei, „die ethologischen Prinzipien in der englischsprachigen Welt zu verbreiten“. Diese unterscheiden sich wesentlich von der Methodik der zuvor allein tonangebenden Behavioristen: Die Ethologen untersuchen in ihren Feldstudien vor allem das Verhalten möglichst vieler Tierarten in ungestörter, natürlicher Umgebung, während die Behavioristen Laborstudien an wenigen, ausgesuchten Tierarten (meist Ratten und Tauben) unter streng normierten Bedingungen vornehmen und dennoch daraus allgemeingültige Theorien zum Verhalten ableiteten.
Tinbergens Schüler und späterer Biograph, Hans Kruuk, fasste Tinbergens Lebenswerk 2003 so zusammen:

„Man kann heute nur schwer nachvollziehen, wie weit unsere Reise ging, seit dem Beginn der Erforschung des Verhaltens der Tiere. Bevor Niko auf der Bildfläche erschien, konzentrierte sich die Verhaltensforschung im Wesentlichen auf weiße Ratten und Tauben hinter Gittern. Was sich draußen in der Natur zutrug, galt nur selten als ernst zu nehmendes Thema für eine wissenschaftliche Untersuchung. Heute jedoch nehmen wir die fantastische Vielfalt an Ausdrucksbewegungen, Bewegungsabfolgen, Kämpfen und Balzritualen bei allen Lebewesen wahr, die um uns sind, und wir können uns einfach nicht mehr vorstellen, dass es eine Zeit gab, in der man das alles nicht hinterfragte. Diese Veränderung haben wir ganz wesentlich der Ethologie zu verdanken, dem Fachgebiet von Konrad Lorenz und Niko Tinbergen.“

### Die vier Warum-Fragen
Den größten Einfluss auf das sich entfaltende biologische Fachgebiet Ethologie hatte Tinbergens 1951 erschienenes Buch The Study of Instinct. Er gilt heute als der erste Verhaltensforscher, der ausdrücklich Gegenwart und Vergangenheit auch in der Verhaltensbiologie als untrennbare Einheit bezeichnet hat. Tinbergen schrieb später, die genaue Abgrenzung der vier Warum-Fragen „hat die Klarheit unseres wissenschaftlichen Denkens über das Verhalten gefördert – und gewiss auch ganz allgemein über Lebensvorgänge“. 1963 wurde das Konzept in einem Zeitschriftenaufsatz vertieft. Tatsächlich erwiesen sind die von Tinbergen formulierten vier Grundfragen nicht nur für die Verhaltensforschung als richtungsweisend, sondern für die gesamte Biologie – und zwar auf allen Bezugsebenen (z. B. Zelle, Organ, Individuum). Inzwischen sind sie auch Teil der „Basistheorie der Humanwissenschaften“.
Bei jedem Lebensphänomen, forderte Tinbergen, sollten die später so genannten Vier Grundfragen der Biologischen Forschung gestellt werden. Sie wurden von Tinbergen The Four Whys genannt und betreffen die proximaten und ultimaten Ursachen des Verhaltens (proximate causes und ultimate causes).
Proximate causes – die unmittelbaren Zusammenhänge:
- causation (Verursachungen). Hier geht es um kurzfristige Ursache-Wirkungs-Beziehungen im Inneren des Individuums. Zum Beispiel: Wie „funktionieren“ Erleben und Verhalten auf der physiologischen, psychischen und sozialen Ebene?
- ontogenetic development (Ontogenese). Hier geht es um die Entwicklung eines Phänomens im Laufe des individuellen Lebens. Zum Beispiel: Was hat sich im Vorschulalter oder während der Pubertät ereignet? Was bewirken wann welche inneren Programmschritte (z. B. Pubertät)? Wann haben welche Umwelteinflüsse eingewirkt, was haben sie bewirkt?

Ultimate causes – die grundlegenden Zusammenhänge:
- adaptation (Anpassungswert). Hier geht es um den „Zweck“ eines Phänomens sowohl im Verhältnis zur Umwelt (siehe Verhaltensökologie) als auch bei der innerartlichen Anpassung (siehe Soziobiologie). Zum Beispiel: Wozu sind die einzelnen Leistungen der Wahrnehmung, des subjektiven Erlebens, des Lernens und des Verhaltens da?
- evolutionary development (Phylogenese). Hier geht es um die Entwicklung eines Phänomens im Laufe der Evolution. Zum Beispiel: Wann und unter welchen Voraussetzungen hat sich das Phänomen stammesgeschichtlich entwickelt? Warum ist es so und nicht anders geworden?

Nikolaas Tinbergen griff bei seinem Konzept der Vier Grundfragen der Biologischen Forschung Gedanken von Julian Huxley auf, die dieser 1915 formuliert hatte. Huxley hatte, im Zusammenhang mit Überlegungen zur sexuellen Selektion, die Frage nach den unmittelbaren Ursachen, die Frage nach dem Anpassungswert und die Frage nach dem Entstehen im Verlauf der Evolution herausgestellt; Tinbergen fügte als vierte in The study of instinct die Frage nach der Ontogenese hinzu (siehe hierzu auch Proximate und ultimate Ursachen von Verhalten).

### Feldstudien zum Verhalten von Tieren
Nikolaas Tinbergen und die Mitglieder seiner Arbeitsgruppe beschrieben zum einen mit Hilfe von Ethogrammen die Gesamtheit aller Verhaltensweisen ausgewählter Tierarten, zum anderen untersuchten sie die Auslöser (die Schlüsselreize) für Verhaltensweisen sowie die Ritualisierung von Verhaltensweisen. Besonders bekannt geworden sind Tinbergens Verhaltensbeobachtungen an Stichlingen, Silbermöwen und Schmetterlingen, deren Interpretationen inzwischen allerdings zum Teil umstritten sind. Die Deutung seiner Verhaltensbeobachtungen im Bezugsrahmen der Instinkttheorie wurde in den 1980er-Jahren speziell von Hanna-Maria Zippelius an der Universität Bonn kritisch analysiert und teilweise experimentell widerlegt.

### Studien zum Verhalten des Menschen
Ab Mitte der 1960er-Jahre richtete sich Tinbergens Interesse auch auf das Verhalten des Menschen, speziell auf die Wurzeln menschlicher Aggressionen. Er bezeichnete den Menschen als ein instinktreduziertes Wesen und war überzeugt davon, dass ein besseres Verständnis von aggressivem Verhalten bei Tieren wichtige Rückschlüsse über Verhaltensweisen des Menschen liefern könne.
In seinem Spätwerk ging er Fragen nach den Ursachen des frühkindlichen Autismus nach. Er vertrat die Meinung, dass die Verweigerung der Kontaktaufnahme mit der Umwelt nicht auf Gehirnschäden zurückzuführen ist, sondern auf traumatische Ereignisse in früher Kindheit, was schon damals umstritten war und heutzutage widerlegt ist.

## Bekannte Tinbergen-Schüler
- Gerard Baerends (1916–1999)
- Richard Dawkins (* 1941)
- Robert Hinde (1923–2016)
- Desmond Morris (* 1928)

## Auszeichnungen
- 1961: Mitglied der American Academy of Arts and Sciences
- 1962: Mitglied (fellow) der Royal Society
- 1964: Mitglied der Königlich-Niederländischen Akademie der Wissenschaften
- 1966: Generalsekretär und Präsident des 14. Internationalen Ornithologen-Kongresses, Oxford
- 1969: Prix Italia für seinen Dokumentarfilm Signals for survival, eine BBC-Produktion
- 1969: Godman-Salvin Medal der British Ornithologists’ Union
- 1973: Verleihung der Ehrendoktorwürde der Universität Edinburgh
- 1973: Verleihung der Swammerdam-Medaille der Genootschap ter bevordering van natuur-, genees- en heelkunde (Gesellschaft für Natur- und Heilkunde, Amsterdam), die nur alle 10 Jahre an einen aus den Niederlanden stammenden Forscher verliehen wird
- 1973: Nobelpreis für Physiologie oder Medizin, gemeinsam mit Karl von Frisch und Konrad Lorenz
- 1974: Verleihung der Ehrendoktorwürde der University of Leicester
- 1974: Emeritus-Fellowship (Stipendium) des Wolfson College, Oxford
- 1974: Mitglied der National Academy of Sciences
- 1975: Mitglied der American Philosophical Society
- sowie Mitglied der Max-Planck-Gesellschaft, der Deutschen Akademie der Naturforscher Leopoldina und diverser ornithologischer und verhaltensbiologischer Fachgesellschaften

Die Ethologische Gesellschaft verleiht alle zwei Jahre den Niko Tinbergen Preis für herausragende Post-docs im Bereich der Verhaltensbiologie und ähnlichen Forschungsgebieten.

## Veröffentlichungen von Nikolaas Tinbergen
Ein Gesamtverzeichnis der Publikationen von Nikolaas Tinbergen hat Hans Kruuk seiner Biografie Niko’s Nature beigefügt.
- Beobachtungen am Baumfalken (Falco s. subbuteo L.). In: Journal für Ornithologie. Band 80, 1932, S. 40–50
- Über die Orientierung des Bienenwolfes (Philanthus triangulum Fabr.). In: Zeitschrift für vergleichende Physiologie. Band 16, 1932, S. 305–334
- Eskimoland. Rotterdam, Verlag D. van Sijn & Zonen, 1934, 185 S.
- Über die Orientierung des Bienenwolfes (Philanthus triangulum Fabr.). II. Die Bienenjagd. In: Zeitschrift für vergleichende Physiologie. Band 21, 1935, S. 699–716
- Zur Soziologie der Silbermöwe, Larus a. argentatus Pont. Beiträge zur Fortpflanzungsbiologie der Vögel, Band 12, 1936, S. 89–96
- The function of sexual fighting in birds, and the problem of the origin of ‘territory’. In: Bird Banding. Band 7, 1936, S. 1–8
- Konrad Lorenz und Nikolaas Tinbergen: Taxis und Instinkthandlung in der Eirollbewegung der Graugans. In: Zeitschrift für Tierpsychologie. Band 2, 1938, S. 1–29
- Die Übersprungbewegung. In: Zeitschrift für Tierpsychologie. Band 4, 1940, S. 1–40
- An objectivistic study of the innate behaviour of animals. In: Bibliotheca Biotheoretica D. Band 1, 1942, S. 39–98
- Nikolaas Tinbergen und Jan von Iersel: ‘Displacement reactions’ in the three-spined stickleback. In: Behaviour. Band 1, 1947, S. 56–63
- Physiologische Instinktforschung. In: Experientia. Band 4, 1948, S. 121–133
- The hierarchial organization of nervous mechanisms underlaying instinctive behaviour. In: Symposium of the Society of Experimental Biology. Band 4, 1950, S. 305–312
- Nikolaas Tinbergen und Ab Perdeck: On the stimulus situation releasing the begging response in the newly hatched herring gull chick (Larus argentatus argentatus). In: Behaviour. Band 3, 1950, S. 1–39
- The Study of Instinct. Oxford, Clarendon Press, 1951
  - Instinktlehre. 6. Aufl., Berlin 1979.
- The curious behavior of the stickleback. In: Scientific American. Dezember 1952, S. 22–26
- The Herring Gull’s World. Collins, London 1953
- Social behaviour in animals. Methuen, London 1953
  - Reprint: Social Behavior in Animals: With Special Reference to Vertebrates. Psychology Press, London & New York 2014. ISBN 978-1-84872-297-2 (Print); ISBN 978-1-315-84999-7 (E-Book)
- Bird life. Oxford University Press, London 1954
- Curious Naturalists. Country Life, London 1958
- Comparative studies of the behaviour of gulls (Laridae): a progress report. In: Behaviour. Band 15, 1959, S. 1–70
- Nikolaas Tinbergen, Hans Kruuk u. a.: Egg-shell removal by the black-headed gull Larus ridibundus L.: a behaviour component of camouflage. In: Behaviour. Band 19, 1962, S. 74–117
- On aims and methods of Ethology. In: Zeitschrift für Tierpsychologie. Band 20, 1963, S. 410–433
- Animal behavior. Time Inc., Life Nature Library, New York 1965
- On war and peace in animals und man. In: Science. Band 160, 1967, S. 1411–1418
- The Animal in its World: explorations of an ethologist 1932–1972. Band 1: Field studies. Band 2: Laboratory experiments and general papers. Allen & Unwin, London 1972
- Nikolaas Tinbergen und Elisabeth Amélie Tinbergen: Early childhood autism – an ethological approach. In: Ethology. Suppl. 10, 1972, S. 1–53
- Nikolaas Tinbergen und Elisabeth Amélie Tinbergen: ‘Autistic’ children: new hope for a cure. Georg Allen & Unwin, London 1983
- Watching and wondering. In: Donald A. Dewsbury: Studying animal behavior. Autobiographies of the Founders. Chicago University Press, Chicago und London 1985, S. 430–463, ISBN 978-0-226-14410-8
- The study of instinct. (Vorwort zur unveränderten Neuausgabe). Oxford University Press, 1989

## Belege
1. ↑  Kruuk, Niko’s Nature, S. 17; Kruuk, der selbst aus den Niederlanden stammt, schreibt ergänzend: “This was quite unusual, and showed a deep friendship...”
2. ↑  Nikolaas Tinbergen: Watching and wondering. In: D. A. Dewsbury: Studying animal behavior. Autobiographies of the Founders. Chicago University Press, 1985, S. 435
3. ↑  Tinbergen selbst schrieb: “When I look back over […] my live, I remember having shown unmistakable signs of an interest in the outdoors and in living things from when I was five or six years old.” N. Tinbergen, Watching and wondering, S. 431
4. ↑  Elizabeth Hall: A conversation with Nobel Prize winner Nico Tinbergen. In: Psychology today, März 1974. Wörtlich schreibt der Interviewer: „As a child today, he might be diagnosed as hyperactive and doped with Ritalin.“
5. ↑  Kruuk, Niko’s Nature, S. 24 f.
6. ↑  “My school career remained unglorious through secondary school; my interests centered on drawing, sports, and natural history.” N. Tinbergen, Watching and wondering, S. 437.
7. ↑  Amoeba, Band 3, 1923
8. ↑  Kruuk, Niko’s Nature, S. 38.
9. ↑  Jan Verwey: Die Paarungsbiologie des Fischreihers. Verhandlungen des 6. Internationalen Ornithologen-Kongresses, Kopenhagen, 1929, S. 390–413 (= Zoologische Jahrbücher 1930).
10. ↑  “I started my studies in Leiden at the tail end of the most narrow-minded, purely ‘homology-hunting’ phase of comparative anatomy, taught by old professors, just before they were succeded by the younger generation.” N. Tinbergen: Watching and wondering, S. 438.
11. ↑  Er selbst beschrieb das aber 1985 in seiner Autobiografie wehmütig nur als Ersatz: “It is the sandy shores of Holland that are my real home range, where I feel at home in all seasons and all wheathers, at all times of day and night.” N. Tinbergen, Watching and wondering, S. 433.
12. ↑  N. Tinbergen: Über die Orientierung des Bienenwolfes (Philanthropus triangulum Fabr.). Zeitschrift für vergleichende Physiologie, Band 16, 1932, S. 305–334.
13. ↑  Kruuk, Niko’s Nature, S. 59.
14. ↑  1999 stellte die Tinbergen-Sammlung mehr als die Hälfte aller Exponate der großen Sonderausstellung „Eskimoland: de kunst van het overleven“ des Haager Anthropologischen Museums (heute: Museon), in dessen Besitz sich die Exponate befinden; Erläuterungen zu Eskimoland: de kunst van het overleven. (niederländisch) (Memento vom 6. September 2003 im Internet Archive).
15. ↑  Transactions of the Linnean Society of New York, Band 5, 1939, S. 1–94
16. ↑  Ardea, Band 24, 1935, S. 1–42
17. ↑  “Quite possibly his overall scientific approach to animal behaviour would have been less mechanistic, and more subjective and sentimental.” Kruuk, Niko’s Nature, S. 69
18. ↑  Die Zeitschrift existiert noch heute: www.delevendenatuur.nl
19. ↑  Auch die Zeitschrift des nl:Nederlandse Jeugdbond voor Natuurstudie existiert noch heute.
20. ↑  Konrad Lorenz: Der Kumpan in der Umwelt des Vogels. Journal für Ornithologie, Band 83, 1935, S. 137–215 und 289–413. In dieser Studie entwirft Lorenz seine Instinkttheorie und entwickelt das Konzept des angeborenen Auslösemechanismus (AAM)
21. ↑  Konrad Lorenz und Nikolaas Tinbergen: Taxis und Instinkthandlung in der Eirollbewegung der Graugans. In: Zeitschrift für Tierpsychologie. Band 2, 1938, S. 1–29. Da Lorenz aufgrund der alphabetischen Anordnung beider Autoren vor Tinbergen genannt wurde, gilt meist Lorenz als Urheber der Studie. Tatsächlich beruhte sie aber auf Tinbergens Vorarbeit: Schon in Grönland hatte er einige Experimente mit Küstenseeschwalben und deren Fähigkeit gemacht, eigene und fremde Eier zu unterscheiden.
22. ↑  Konrad Lorenz: My family and other animals. In: D. A. Dewsbury: Studying animal behavior. Autobiographies of the Founders. Chicago University Press, 1985, S. 269
23. ↑  Kruuk, Niko’s Nature, S. 101
24. ↑  Bibliotheca Biotheoretica D, Band 1, 1942, S. 39–98
25. ↑  Zitiert nach Kruuk, Niko’s Nature, S. 115: “Our university was, by accident, the first group of Dutchmen to be tackled by the Germans as a group, and the first to refuse to surrender. The Germans wanted to ‘cleanse’ our corps of Jews and anti-Nazis and proceeded to fire one professor, then another, step by step, on wholly irrelevant grounds. Soon we saw no other way than to resist by refusing to stay in the service of the German-controlled governement, and soon after the University was closed by the Germans because of anti-German ‘irregularities’ sixty of our professors including myself laid down their functions. This was at the same time our protest and our means to prevent the Germans to nazificate the University.”
26. ↑  Virtuele tour: Seminarie Beekvliet Sint-Michielsgestel. Zuletzt abgerufen am 1. Juni 2022.
27. ↑  Einige Zeit später lebte die Zeitschrift für Tierpsychologie wieder auf.
28. ↑  Als diese gelten: Zeitschrift für Tierpsychologie (heute: Ethology), Animal behaviour und Behaviour.
29. ↑  Nikolaas Tinbergen und Ab Perdeck: On the stimulus situation releasing the begging response in the newly hatched herring gull chick (Larus argentatus argentatus). Behaviour, Band 3, 1950, S. 1–39
30. ↑  Kruuk, Niko’s Nature, S. 155
31. ↑  “For my future role as a cofounder of the emerging science of modern ethology it was, I felt, essential that I began to think of myself as a potential exporter of ‘Lorenzian’ – in essence Austrian, Dutch, and Swiss – ideas to the English-speaking world.” N. Tinbergen, Watching and wondering, S. 449
32. ↑  “There were no more field trips to study some bird or a problem himself; he became a supervisor...” Kruuk, Niko’s Nature, S. 189
33. 1 2  Nikolaas Tinbergen: On aims and methods of Ethology. In: Zeitschrift für Tierpsychologie. Band 20, 1963, S. 410–433
34. ↑  On war and peace in animals an man erschien später auch auf Deutsch: Nikolaas Tinbergen: Von Krieg und Frieden bei Tier und Mensch. In: Günter Altner: Kreatur Mensch. München, Heinz Moos Verlag, 1969, S. 163–178
35. ↑  Als ihm ein Angehöriger der schwedischen Botschaft telefonisch mitteilte, dass man ihm soeben den Nobelpreis zuerkannt habe, war er so überrascht, dass ihm nichts anderes einfiel, als den Mann zu fragen: "Sind Sie sicher?" N. Tinbergen, Watching and wondering, S. 455
36. ↑  Tinbergen schrieb in seiner Autobiografie hierzu: “My most ‘creative’ work was done before I was fourty.” N. Tinbergen, Watching and wondering, S. 459
37. ↑  “However happy I have been in Oxford and as a naturalized Briton, I still do not feel quite at home there even now, but then neither am I at home any more in my native Holland – like many emigrants we have seated ourselves between two stools.” N. Tinbergen, Watching and wondering, S. 450
38. ↑  N. Tinbergen, Watching and wondering, S. 450
39. ↑  Wörtlich: “to spead the ethological gospel in the English-speaking world.” N. Tinbergen, Watching and wondering, S. 453
40. ↑  Hans Kruuk: Niko’s Nature. The Life of Niko Tinbergen and his Science of Animal Behaviour. Oxford University Press, 2003, S. 3: “It is difficult to realize how far we have travelled from the early days of studying animal behaviour. Before Niko arrived on the scene, behaviour science was focussed largely on white rats and pigeons behind bars. Things that happend out in the wild were rarely respectable subjects for scientific enquiry. Now we see this fabulous richness of displays, gestures, attacks, and courtship in all creatures around us, and we simply cannot imagine not asking questions about that. Much of this change is due to ‘ethology’, the discipline of Konrad Lorenz and Niko Tinbergen.”
41. ↑  “I still think that […] my distinction of ‘the four why’s’ […] has helped in the clarification of our scientific thinking about behaviour (and indeed about life processes in general).” N. Tinbergen, Watching and wondering, S. 452
42. ↑  Zu den Bezugsebenen siehe die Tabelle im Artikel über Anthropologie.
43. ↑  Julian Huxley: The courtship habits of the Great Crested Grebe (Podiceps cristatus); with an addition to the theory of sexual selection. Proceedings of the Zoological Society of London, 1914, S. 491–562
44. ↑  Ethologische Gesellschaft: Niko Tinbergen Award.
45. ↑  Kruuk, Niko’s Nature, S. 373–383

| Personendaten    | Personendaten                      |
| ---------------- | ---------------------------------- |
| NAME             | Tinbergen, Nikolaas                |
| ALTERNATIVNAMEN  | Tinbergen, Niko                    |
| KURZBESCHREIBUNG | niederländischer Verhaltensbiologe |
| GEBURTSDATUM     | 15. April 1907                     |
| GEBURTSORT       | Den Haag                           |
| STERBEDATUM      | 21. Dezember 1988                  |
| STERBEORT        | Oxford                             |